# Mayak (família de foguetes)
Mayak é a designação de uma nova família de foguetes lançadores ucraniana em desenvolvimento pelo Yuzhnoye Design Bureau, que vai ser fabricado pela Yuzhmash.
A família é fabricada em estilo modular tendo como base, uma única linha de motores, com empuxo aproximado de 120 ou 200 kN para o primeiro estágio (RD-801 ou RD-810) e 10 kN para o estágio superior (RD-809K derivado do RD-8). Motores, sistemas de controle e equipamento de terra são derivados das famílias de foguetes já existentes Zenit e Tsyklon.
A família Mayak se destina a cobrir os requisitos dos veículos de lançamento leves, médios e pesados. Parâmetros publicados de algumas configurações incluem:
| Versão                         | Mayak-L1        | Mayak-L2        | Mayak-M1        | Mayak-M2        | Mayak-H3        | Mayak-H5        |
| ------------------------------ | --------------- | --------------- | --------------- | --------------- | --------------- | --------------- |
| Comprimento (m)                | 27,3            | 36,9            | 47,4            | 61,0            | 63,0            | 64,0            |
| Diâmetro (m)                   | 2,7             | 3,0             | 3,9             | 3,9             | 3,9             | 3,9             |
| Massa no lançamento (t)        | 95              | 165             | 370             | 495 / 515       | 1218 / 1236     | 2010 / 2015     |
| Número de estágios             | 2               | 2               | 2               | 2 / 3           | 2 / 3           | 2 / 3           |
| Motores do 1º estágio          | 1 × RD-801      | 2 × RD-801      | 2 × RD-810      | 4 × RD-810      | 12 × RD-810     | 20 × RD-810     |
| Motores do 2º estágio          | 1 × RD-809K     | 2 × RD-809K     | 4 × RD-809K     | 1 × RD-801B     | 1 × RD-801B     | 1 × RD-801B     |
| Reforçador opcional 3º estágio | —               | —               | —               | RD-809K         | RD-809K         | RD-809K         |
| Propelentes                    | LOX / querosene | LOX / querosene | LOX / querosene | LOX / querosene | LOX / querosene | LOX / querosene |
| Carga para LEO (t)             | 1,5             | 3               | 8,2             | 15,1 / –        | 45,5 / –        | 70,1 / –        |
| Carga para GTO (t)             | –               | –               | 2,4             | – / 6,5         | 16 / 19         | 25 / 30,2       |